# Andrena morinella
Andrena morinella är en biart som beskrevs av Warncke 1975. Andrena morinella ingår i släktet sandbin, och familjen grävbin. Inga underarter finns listade i Catalogue of Life.